# دریاچه ایوان-آراخلی
دریاچه ایوان-آراخلی (انگلیسی: Ivan-Arakhley Lake System) یک دریاچه در سرزمین زابایکالسکی کشور روسیه است.